# Strichtarn

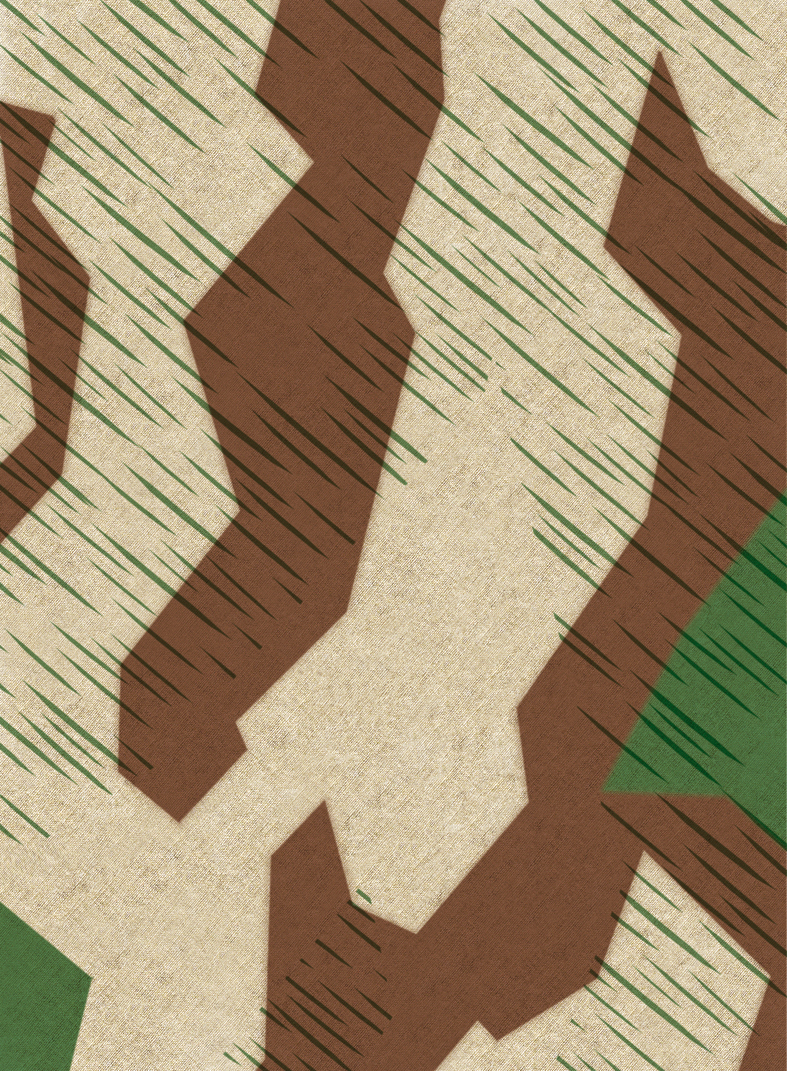
La stampata "Buntfarbenmuster 31" tedesca del 1931 (Splittertarn) rappresenta la base del camuffamento Strichtarn

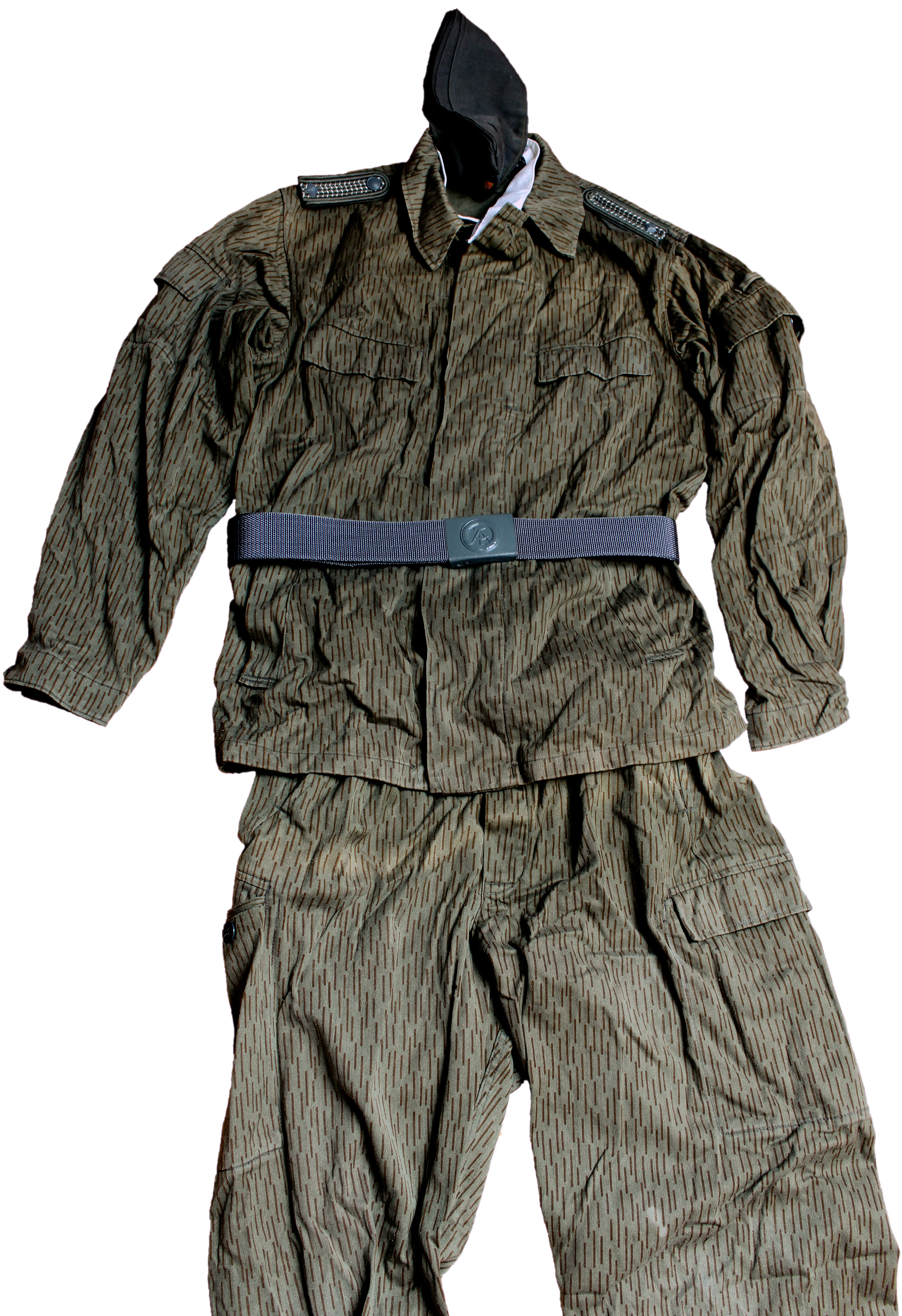
Strichtarn della NVA (Campo estivo)

Lo Strichtarn ("camuffamento a strisce") è un pattern di camouflage utilizzato dalle forze armate della Repubblica Democratica Tedesca a partire dal 1965. 

## Storia
Lo Strichtarn risale al "Buntfarbenaufdruck 31" del 1931 (Splittertarn) del Reichswehr con colori dell'Europa Centrale. Era più economico dei camuffamenti a più colori di origine tedesca. Questo "effetto risparmio" fu l'argomento base per chi voleva promuovere questo tipo di camuffamento. Le strisce e lo sfondo a due colori permettevano come da tradizione del "Buntfarbenaufdruck" una riduzione delle varianti ricopiando le righe nello stesso verso. Così veniva designato, non ufficialmente, dalla NVA (DE) "Ein Strich - kein Strich" (Una riga - nessuna riga).

## In altre nazioni

### Polonia
In Polonia dal 1956 venne utilizzato uno Splittertarn, anch'esso originato dal disegno del Reichswehr "Buntfarbenaufdruck 31" del 1931. Venne utilizzato fino al 1960. In questo periodo venne originato lo Strichtarn polacco, a più varianti di colori. I polacchi sono gli "inventori" dello Strichtarn.

### Repubblica Democratica Tedesca
La Nationale Volksarmee e il ministero degli interni (MdI) utilizzarono nel 1958 un camuffamento Flecktarn, derivato dal camuffamento Waffen-SS. Il Flecktarn della DDR fu impiegato fino al 1967, poi venne sviluppato a partire dal 1965 lo Strichtarn. Tale camuffamento è in tradizione dello Splittertarn (esattamente "Buntfarbenaufdruck") con strisce/righe a ripetizione. Lo Strichtarn della DDR presenta varianti diverse.

### Namibia
Il governo della DDR, che combatté con la forza armata antigovernativa SWAPO, utilizzò uniformi di questo tipo. Le forze governative contro la SWAPO, South African Defence Force (SADF), si equipaggiarono a loro volta con uniformi simili al camuffamento della NVA.

### Jugoslavia
Fu utilizzato anche in Jugoslavia dopo la caduta del muro di Berlino e la fine della DDR e il dissolvimento della NVA nel 1989. Sono stati utilizzati equipaggiamenti militari di questo tipo nelle guerre jugoslave dal 1991 al 1999.

### Sudafrica
In Sudafrica fu utilizzato fino al 2003 nell'esercito sudafricano.